# The Arusha Accord
The Arusha Accord est un groupe britannique de mathcore, originaire de Reading, en Angleterre.  Il est formé en 2005 par James Clayton, Tom Hollings, Luke Williams et Mark Vincent et combine le death metal technique avec des éléments mathcore.
Le nom du groupe s'inspire des accords d'Arusha (en anglais : arusha accord), qui désignent un accord de paix le plus important conclu entre le MRND, alors parti au pouvoir au Rwanda, et les rebelles du FPR pendant la guerre civile. Le groupe a opté pour ce nom car il voulait se démarquer des noms de groupes typiques de la scène.

## Histoire
Dès l'âge de onze ans, James Clayton, Tom Hollings, Luke Williams et Mark Vincent se sont rencontrés à l'école primaire. Avec l'arrivée des chanteurs Alex et Paul Green, le groupe The Arusha Accord est formé en 2005. Après trois ans d'écriture et de répétitions intensives, le groupe sort son premier EP Nightmares of the Ocean en été 2008 sur Basick Records, qui avait remarqué le groupe quelques mois auparavant et l'avait signé.
En 2009, le groupe quitte Basick Records et se met à la recherche d'un nouveau label, car Basick Records n'avait alors pas encore la possibilité de distribuer le premier album prévu en dehors de la Grande-Bretagne, ce qui rendait difficile la diffusion de la musique à un plus grand nombre. Plusieurs offres ont suivi de la part de différents labels, dont Listenable Records et Earache Records. Mais ils décident finalement de signer avec Wolf at Your Door Records, car le management du groupe faisait partie du label. En été de la même année, le groupe sort un split-single éponyme avec le groupe A Textbook Tragedy, originaire de Vancouver, au Canada. Il s'ensuit une tournée commune en Grande-Bretagne. Par la suite, le premier album The Echo Verses sort en novembre, sur lequel se trouvaient, outre huit nouvelles chansons, trois anciennes chansons du premier EP dans une version remasterisée. Par la suite, le groupe annonce à l'été 2010 qu'il souhaitait faire une longue pause, d'environ trois ans, après avoir participé à Brutal Assault.
En février 2011, The Arusha Accord retourne chez Basick Records après avoir signé des contrats avec le label allemand Century Media Records et l'entreprise ADA, qui fait partie du Warner Music Group, afin de pouvoir distribuer leurs publications dans le monde entier. En avril, le groupe sort une réédition de The Echo Verses, qui contenait, en plus du premier EP, des morceaux bonus. La pochette de l'album est conçue par Tom Gilmour, qui travaille pour l'entreprise Wood and Cloud, spécialisée dans les illustrations de pochettes, et qui a notamment réalisé la pochette de A Fragile Hope de Devil Sold His Soul.
En mars 2013, le groupe annonce son retour pour l'année suivante. Pendant la pause de presque trois ans, le groupe s'occupe de choses personnelles, ainsi que d'autres groupes, comme le groupe de post-hardcore Attention Thieves d'Alex Green, dans lequel il participe activement en tant que chanteur et guitariste. Pendant la pause, le groupe travaille quand même sur son deuxième album studio.

## Style musical
The Arusha Accord se caractérise notamment par ses changements constants de rythme et de tempo. Le bassiste Luke, qui est responsable de l'écriture des chansons, a déclaré dans une interview qu'il avait arrêté d'écrire des chansons en 4/4 à l'âge de 16 ans et qu'il s'était surtout concentré sur l'écriture de chansons en utilisant d'autres types de mesures.

## Discographie

### Albums studio
- 2009 : The Echo Verses (Wolf at Your Door Records)
- 2011 : The Echo Verses (réédition, Basick Records)

### EP
- 2008 : Nightmares of the Ocean (Basick Records)

### Splits
- 2009 : The Arusha Accord / A Textbook Tragedy (vinyle, Wolf at Your Door Records)